# PRAYER (稲垣潤一の曲)
『PRAYER』（プレイヤー）は、2001年10月24日リリースされた稲垣潤一41枚目のシングル。

## 解説
当初「祈り」というタイトルでリリース発表されたが、英語で「祈り」を意味する「PRAYER」に改題された。公式発表後のタイトル改題は、1995年「SEASON」というタイトルでリリースを発表しながらも改題されたアルバム『J's DIMENSION』以来2度目。シングルのタイトル改題は初。

## 内容
1. PRAYER
  - 作詞:加藤健、作曲:谷脇仁美、編曲:重実博・稲垣潤一
2. バンジョー・レイン
  - 作詞:湯川れい子、作曲:桑村達人、編曲:桑村達人・重実博・稲垣潤一
3. PRAYER（オリジナル・カラオケ）
  - 作詞:加藤健、作曲:谷脇仁美、編曲:重実博・稲垣潤一
4. バンジョー・レイン（オリジナル・カラオケ）
  - 作詞:湯川れい子、作曲:桑村達人、編曲:桑村達人・重実博・稲垣潤一